# Giovanni Pannocchieschi d'Elci
Giovanni Pannocchieschi d'Elci (prima metà del XV secolo – Grosseto, 1488) è stato un vescovo cattolico italiano.

## Biografia
Membro della nobile casata senese dei conti Pannocchieschi d'Elci, venne nominato vescovo di Grosseto nel 1471. La diocesi versava allora in condizioni finanziarie molto precarie, e la scarsa iniziativa del vescovo contribuì a deteriorarne la situazione. Preferiva risiedere stabilmente presso la villa di Serravalle, dimora lasciata in eredità all'episcopio grossetano dal precedente vescovo Giovanni Agazzari, mentre a Grosseto l'amministrazione era affidata al preposto della cattedrale Jacopo Niccolai. Il Niccolai denunciò la situazione economica della diocesi, così come la scarsa presenza di sacerdoti nel territorio e la mancanza di iniziativa del vescovo, direttamente a papa Sisto IV, il quale rispose prendendo a cuore la questione.
Pannocchieschi d'Elci morì nel 1488 e venne sepolto nella cattedrale di Grosseto.